# La badia de la sang
La badia de la sang (títol original en italià: Reazione a catena) és una pel·lícula italiana dirigida per Mario Bava el 1971. Ha estat doblada al català.

## Argument
Frank Ventura (Chris Avram) vol transformar el casal dels Donati en un lloc turístic, però la comtessa propietària dels llocs i paralítica s'oposa al projecte.
Un vespre la comtessa Federica Donati (Isa Miranda) és atacada pel seu marit el comte Filippo Donati (Giovanni Nuvoletti). A continuació el comte és mort i el seu cos dissimulat a la badia. Es troba una nota desesperada prop del cadàver, la policia conclou que és suïcidi. Dues joves parelles penetren a la propietat, se separen i mentre Brunhilda (Brigitte Sky) s'anirà a banyar nua a la badia, els tres altres seran massacrats per arma blanca després d'haver penetrat al casal. Brunhilda posa el peu en una corda i sense voler fa pujar el cadàver del comte...

## Repartiment
- Claudine Auger: Renata
- Luigi Pistilli: Albert
- Claudio Camaso: Simon
- Anna Maria Rosati: Laura
- Chris Avram: Frank Ventura
- Leopoldo Trieste: Paolo Fossati
- Laura Betti: Anna Fossati
- Brigitte Skay: Brunhilda
- Isa Miranda: Comtessa Federica Donati
- Paola Montenero: Denise
- Nicoletta Elmi: La filla de Renata i Albert
- Guido Boccaccini: Duke
- Roberto Bonanni: Robert
- Giovanni Nuvoletti: Comte Filippo Donati
- Renato Cestiè: Renata & Albert fill (no surt als crèdits)
- Nicoletta Elmi: Renata & Albert fille (no surt als crèdits)

## Al voltant de la pel·lícula
- En competició al Festival internacional del cinema fantàstic d'Avoriaz 1973.